# Cape Breton (regional municipality)
Cape Breton, Cape Breton Regional Municipality (CBRM) – jednostka samorządowa (regional municipality) w kanadyjskiej prowincji Nowa Szkocja powstała 1 sierpnia 1995 z połączenia dotychczasowych samorządów hrabstwa Cape Breton: miast Sydney, Dominion, Glace Bay, Louisbourg, New Waterford, North Sydney, Sydney Mines i municipal county Cape Breton, jednostka podziału statystycznego (census subdivision). Według spisu powszechnego z 2016 obszar regional municipality to: 2430,06 km², a zamieszkiwało wówczas ten obszar 94 285 osób (gęstość zaludnienia 38,8 os./km²).